# Filibert I de Savoia
Filibert I de Savoia, anomenat el Caçador, (Chambéry, Savoia 1465 - Lió, França 1482) fou el duc de Savoia entre 1472 i 1482.

## Antecedents familiars
Va néixer el 17 d'agost de 1465 al palau ducal de la ciutat de Chambéry sent fill del duc Amadeu IX de Savoia i Violant de Valois. Era net per línia paterna de Lluís I de Savoia i Anna de Lusignan, i per línia materna del rei Carles VII de França i Maria d'Anjou. Fou germà del també duc Carles I de Savoia i cunyat del rei Frederic III de Nàpols.

## Núpcies i descendents
Es va casar el 1474 amb Blanca Maria Sforza, filla de Galeazzo Maria Sforza i Bonna de Savoia. D'aquesta unió no tingueren descendència.

## Ascens al tron comtal
A la mort del seu pare, ocorreguda el 1472, fou nomenat duc de Savoia tenint com a regent a la seva pròpia mare, ja que el mateix Filibert tenia 7 anys.
Immers en l'anomenada Guerra de Borgonya entre Carles I de Borgonya i la Confederació Helvètica, fou fet presoner pel duc de Borgonya. Morí el 29 d'agost de 1482, poc després d'aconseguir escapar-se de la presó, a conseqüència d'una ferida feta en el transcurs d'una cacera prop de Lió, sent enterrat posteriorment a l'abadia d'Hautecombe.
A la seva mort sense fills fou succeït pel seu germà Carles I de Savoia.